# Herrenberg (Erfurt)

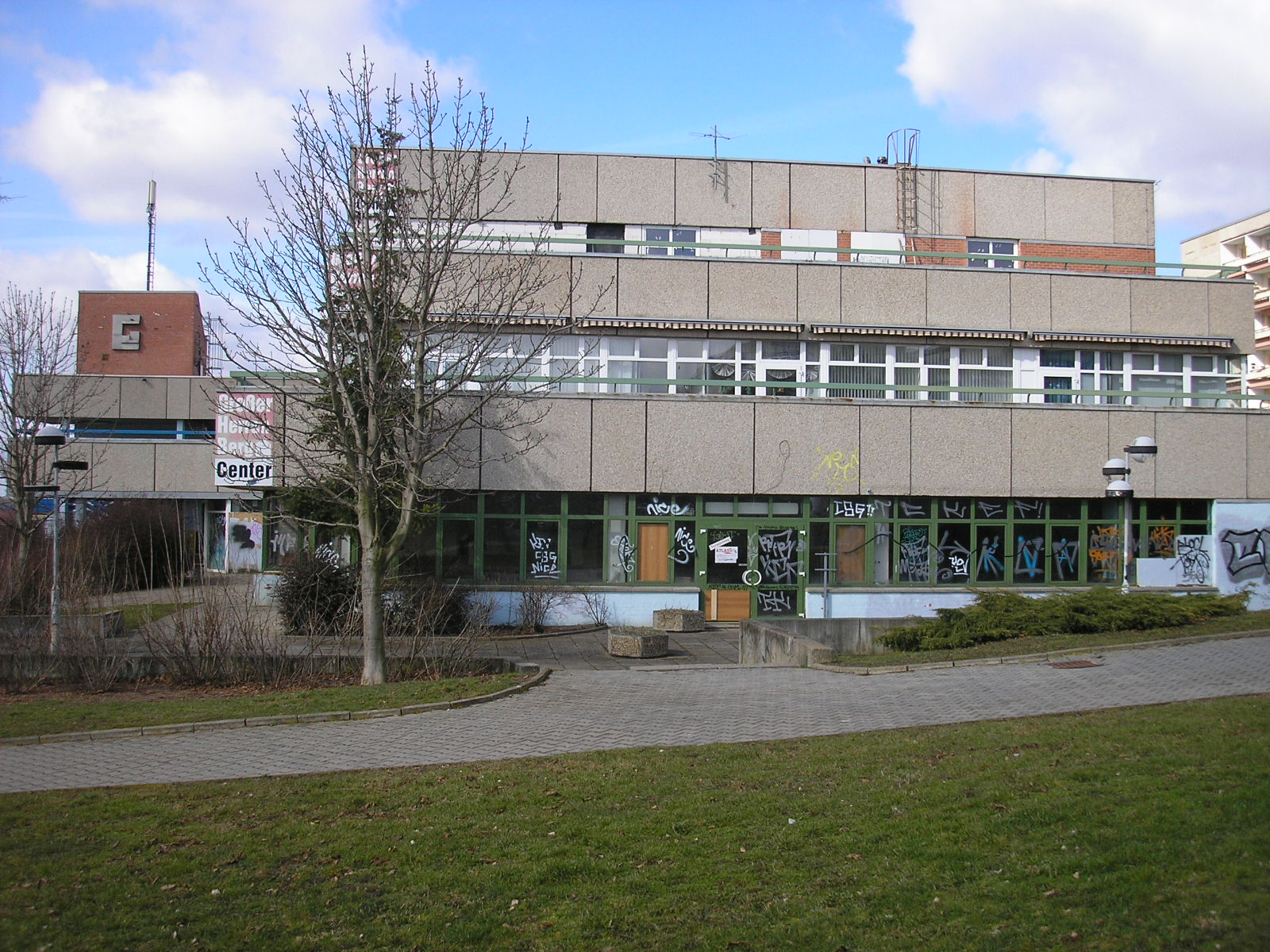
Das ehemalige Einkaufszentrum „Großer Herrenberg“ aus den 1980er Jahren

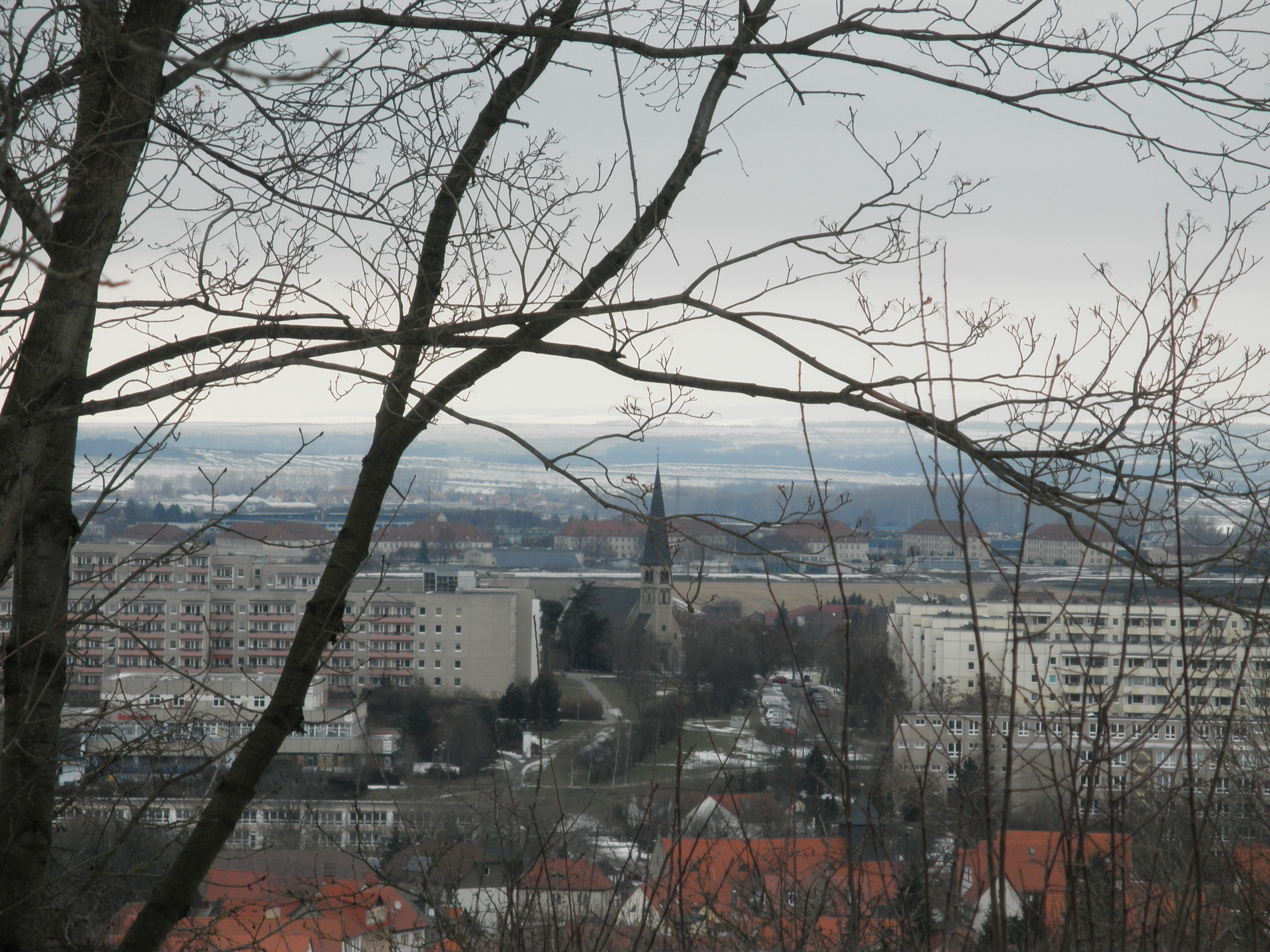
Gustav-Adolf-Kirche inmitten von Plattenbauten

Der Herrenberg ist ein von Plattenbauten geprägter Ortsteil von Erfurt.
Er liegt im Südosten der Stadt und ist ein Hügelzug zwischen dem Schwemmbachtal im Südwesten und dem Linderbachtal im Nordosten. Als auf dem Hügel in den 1970er Jahren ein Plattenbaugebiet errichtet wurde, wurde er aus dem Stadtteil Melchendorf ausgegliedert und bildet seitdem einen eigenen Stadtteil.
Der Herrenberg beginnt an der Straße Am Rabenhügel (Daberstedt) und endet an der Straße Am Urbicher Kreuz, wobei er eine Fläche von 1,80 km² umfasst. Erschlossen wird das Gebiet durch die Straßenbahnlinien 3 und 2.
Wie die anderen Plattenbaustadtteile Erfurts auch, hat der Herrenberg mit Abwanderung und Überalterung zu kämpfen. Nachteilig wirkt sich hierbei auch die periphere Lage am Stadtrand aus.
Zu Herrenberg gehört auch das Gewerbegebiet Erfurt-Südost, an dem unter anderem das Halbleiter-Unternehmen X-FAB eine große Niederlassung hat.

## Einwohnerentwicklung
Das Durchschnittsalter im Stadtteil liegt bei 45,8 Jahren und damit knapp 3 Jahre über dem Stadtdurchschnitt. Die Einwohnerzahl ging von etwa 16.000 vor der Wende rapide zurück und liegt heute bei etwa 7.700. Sowohl Geburten- als auch Wanderungssaldo sind negativ, sodass der Stadtteil weiter schrumpfen wird.
Daten der Stadtverwaltung Erfurt, jeweils zum 31. Dezember.
| Jahr | Einwohnerzahl | Entwicklung (1990 = 100 %) | Entwicklung Erfurt (1990 = 100 %) |
| ---- | ------------- | -------------------------- | --------------------------------- |
| 1990 | 15.282        | 100,0                      | 100,0                             |
| 1995 | 14.158        | 92,6                       | 93,4                              |
| 1996 | 13.675        | 89,5                       | 91,9                              |
| 1997 | 13.012        | 85,1                       | 90,6                              |
| 1998 | 12.342        | 80,8                       | 89,3                              |
| 1999 | 11.395        | 74,6                       | 88,0                              |
| 2000 | 10.652        | 69,7                       | 87,6                              |
| 2001 | 9.742         | 63,7                       | 87,4                              |
| 2002 | 8.944         | 58,5                       | 87,2                              |
| 2003 | 8.451         | 55,3                       | 88,0                              |
| 2004 | 7.993         | 52,3                       | 88,4                              |
| 2005 | 7.809         | 51,1                       | 88,5                              |
| 2006 | 7.701         | 50,4                       | 88,4                              |
| 2007 | 7.634         | 50,0                       | 88,5                              |
| 2008 | 7.977         | 52,2                       | 88,5                              |
| 2009 | 7.993         | 52,3                       | 88,8                              |
| 2010 | 8.032         | 52,6                       | 89,2                              |
| 2011 | 7.955         | 52,1                       | 89,8                              |
| 2012 | 7.937         | 51,9                       | 90,4                              |
| 2013 | 7.877         | 51,5                       | 91,1                              |
| 2014 | 7.894         | 51,7                       | 91,7                              |
| 2015 | 7.937         | 51,9                       | 93,3                              |
| 2016 | 7.936         | 51,9                       | 93,9                              |

## Politik

### Wahlen
| Partei          | Stadtrat 2009 | Landtag 2009 | Bundestag 2013 | Europa 2009 |
| --------------- | ------------- | ------------ | -------------- | ----------- |
| Wahlbeteiligung | 32,0          | 41,5         | 48,9           | 32,0        |
| CDU             | 17,0          | 19,4         | 25,1           | 19,2        |
| Die Linke       | 31,7          | 40,1         | 34,6           | 35,7        |
| SPD             | 31,6          | 19,8         | 18,1           | 19,6        |
| Grüne           | 4,8           | 5,8          | 4,1            | 5,6         |
| FDP             | 3,3           | 5,3          | 1,3            | 4,8         |